# Amerikaans economisch reddingsplan 2008
Het Amerikaanse reddingsplan voor de economie van 2008, officieel Emergency Economic Stabilization Act (noodwet voor economische stabilisatie) geheten en vaak aangeduid als het bailout plan, was een grootscheeps Amerikaans plan om het financiële stelsel te stabiliseren door het opkopen van illiquide ("giftige") vorderingen van Amerikaanse banken tot een maximum van $700 miljard. Het plan, ingediend door de Amerikaanse minister van Financiën Henry Paulson, werd na eerdere verwerping door het Huis van Afgevaardigden aanvaard op 3 oktober 2008 en diezelfde dag tot wet verheven door president Bush. De uiteindelijke versie voorzag behalve in het opkopen van slechte, op hypotheken gebaseerde leningen (mortgage-backed securities) in garantiestelling op deposito's tot $250.000 en belastingverlagingen ter waarde van nog eens $150 miljard. Hiermee was deze wet de grootste ingreep in de Amerikaanse economie sinds de New Deal van Franklin D. Roosevelt.
De ingreep was noodzakelijk geworden nadat de Kredietcrisis van 2007-2008 zich in september had verdiept tot een acute, wereldwijde liquiditeitscrisis. Als gevolg hiervan vielen meerdere grote banken en verzekeringsmaatschappijen om, zoals Lehman Brothers en Washington Mutual, werden genationaliseerd (AIG) of tot fusie gedwongen (Merrill Lynch, Wachovia). Ook in Europa moest ten gevolge hiervan hard worden ingegrepen. De kern van het probleem was een algemeen wantrouwen van banken onderling, waardoor het systeem van interbancaire leningen vrijwel geheel opdroogde.

## Eerste opzet

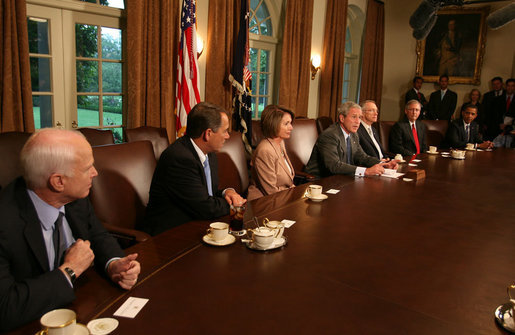
President Bush bespreekt het plan-Paulson op het Witte Huis met congresleden; onder de aanwezigen ook de beide presidentskandidaten John McCain en Barack Obama

Op 17 september werd door Paulson in samenspraak met de president van de Federal Reserve Ben Bernanke en president Bush een ontwerp opgesteld van 3 pagina's, waarin reeds het bedrag van 700 miljard was voorzien. Bij de beraadslagingen in de week daarop waren behalve vertegenwoordigers van de Senaat en het Huis van Afgevaardigden de beide presidentskandidaten Barack Obama en John McCain betrokken, een uitzonderlijke stap; McCain onderbrak hiervoor zijn campagne. Ondanks zware druk van president Bush, die in een tv-toespraak waarschuwde voor een economische recessie, werd het inmiddels 110 pagina's omvattende plan op 29 september echter verworpen door het Huis van Afgevaardigden (stemverhouding 228-205). Vooral conservatieve Republikeinse afgevaardigden stemden tegen, die vonden dat het plan een onaanvaardbare ingreep vormde in de vrijemarkteconomie. Zij stelden een alternatief plan voor gebaseerd op het verzekeren van hypotheken, dat echter geen steun kreeg van de president.
De afwijzing veroorzaakte onmiddellijk een scherpe daling van de beurskoersen, die haar weerslag kreeg in de rest van de wereld. In de Senaat, die wel voor het plan was, werd gedurende de daaropvolgende dagen een nieuwe versie opgesteld (veelal de sweetened version genoemd) met additionele voorzieningen, waarmee het plan in totaal 451 pagina's omvatte. Deze versie werd, als H.R. 1424, aanvaard door het Huis met een ruime meerderheid van 263 tegen 171.
Enkele hoofdpunten uit het plan:
- De wet stelt de minister van Financiën in staat tot $700 miljard aan giftige leningen op te kopen, het zogeheten Troubled Asset Relief Program (TARP).
- Hiervoor is direct $250 miljard beschikbaar, door de president aan te vullen met nog eens $100 miljard. De resterende $350 miljard komt beschikbaar nadat dit door het Amerikaans Congres is goedgekeurd.
- De minister van Financiën geeft de mogelijkheid hypotheekvoorwaarden aan te passen om verdere foreclosures te voorkomen.
- In ruil voor hulp ontvangt de regering aandelen, als tegemoetkoming aan de belastingbetaler.
- De beloning voor de top van banken wordt beperkt.
- Toezicht op de uitvoering van het programma door een onafhankelijke instantie.

## Directe gevolgen

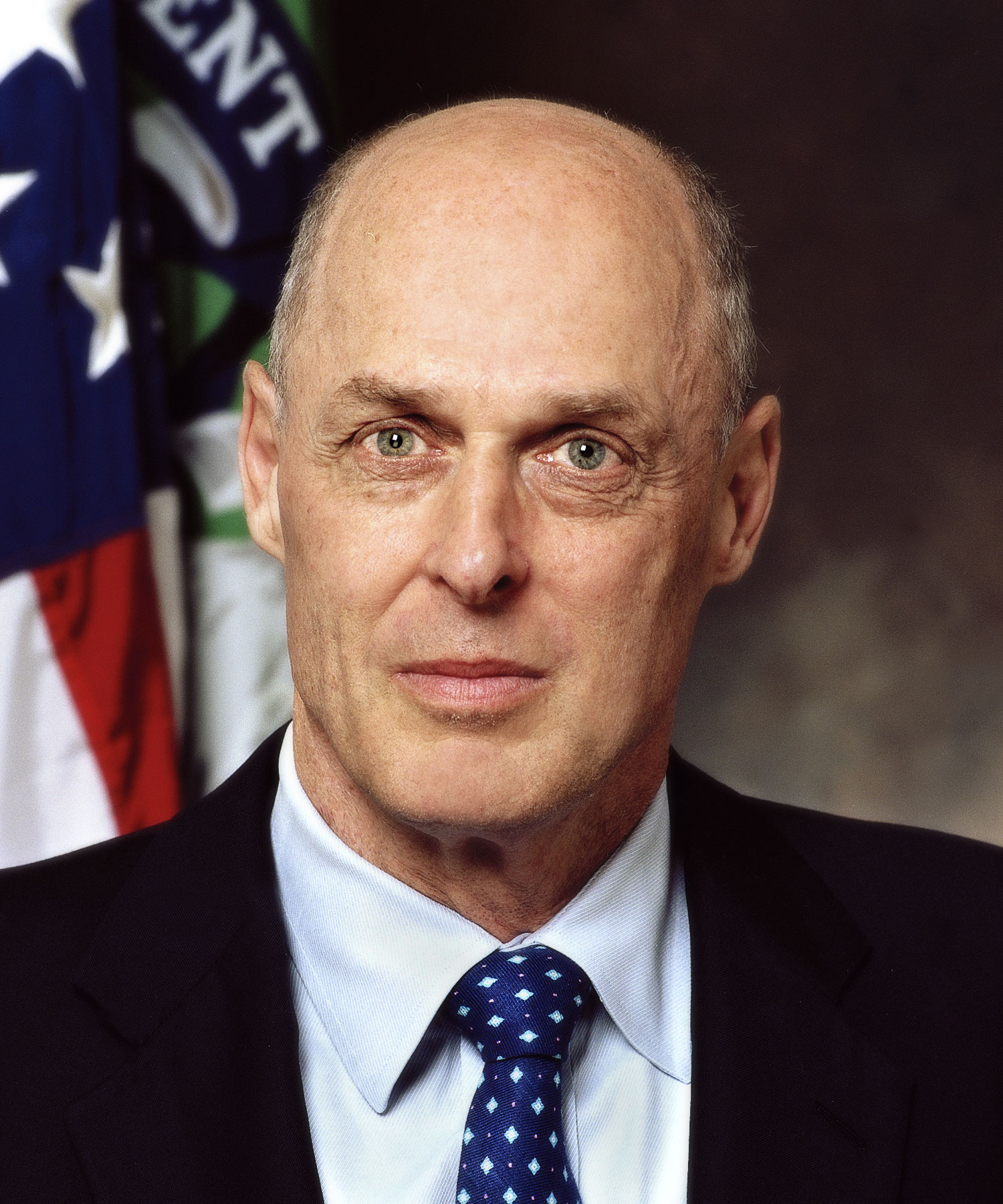
Henry Paulson, Treasury Secretary of minister van Financiën van de Verenigde Staten

De Amerikaanse operatie werd in de week erop gevolgd door grote reddingsoperaties in verschillende Europese landen, waaronder Engeland, Spanje en Duitsland; in Nederland presenteerde minister Bos een hulpprogramma ter waarde van €20 miljard. Al deze maatregelen leidden echter niet tot onmiddellijk effect; het systeem van interbancaire leningen bleef nagenoeg bevroren en de beurskoersen daalden in de week van 6 tot 10 oktober wereldwijd tot historische waarden. De grootste angst onder beleggers was dat een langdurige, diepe recessie hiermee niet kon worden afgewend en dat de financiële crisis zou overslaan op de reële economie, zoals de staal- en auto-industrie, traditioneel conjunctuurgevoelige branches. Ook de prijs voor olie, die in juli 2008 nog was gestegen tot bijna $150 per vat, daalde sterk, tot even boven de $80. Internationale instellingen zoals het IMF bleven eveneens waarschuwen voor een economische neergang. Pas nadat tijdens een Europese top, bijeengeroepen door de Franse president Nicolas Sarkozy op 12 oktober grootscheepse garantiestellingen per land waren afgesproken - in Nederland tot €200 miljard - leek het tij enigszins te keren.
Het beheer van het budget werd toevertrouwd aan een nieuw opgericht Departement voor Financiële Stabiliteit, waarvan Neel Kashkari, een vertrouweling van Paulson, op 6 oktober tot interimhoofd werd aangesteld. Aankopen van 'giftige' leningen werden onderworpen aan nog op te stellen voorwaarden. Welke gevolgen het plan zou hebben voor de Amerikaanse belastingbetaler was niet direct zichtbaar; de wet was in de eerste plaats bedoeld om de geldstromen weer op gang te helpen, het vertrouwen te herstellen en te voorkomen dat nog meer financiële instellingen in acute liquiditeitsproblemen zouden raken. Of individuele huizenbezitters ermee geholpen zouden zijn, was veel minder duidelijk; wel oefende de Amerikaanse regering middels de wet druk uit op de banken om hypotheekhouders tegemoet te komen. Vooral Democratische afgevaardigden waren hiermee echter niet tevreden.

### Uitwerking
Een eerste uitwerking van het plan-Paulson was een financiële injectie van maximaal $250 miljard op 14 oktober, waarbij de Amerikaanse overheid in negen grote banken een belang nam voor de helft van dit bedrag, en waarbij kleinere banken zich vrijwillig konden aansluiten. Het zou hierbij gaan om een tijdelijke maatregel voor in eerste instantie drie jaar. Hiermee volgde de regering-Bush het voorbeeld van Europese landen en het advies van de G7. Het programma, de eerste maatregel onder de op 3 oktober aangenomen wet, hield een koerswijziging in, aangezien Paulson aanvankelijk niet van plan was belangen in banken te nemen. De negen grote banken (waaronder Bank of America inclusief Merill Lynch, JP Morgan Chase, Citigroup, Morgan Stanley en Goldman Sachs) gingen vooraf onder zware druk akkoord, hoewel met name Wells Fargo volhield het geld niet nodig te hebben; het werd echter nodig geacht te onderstrepen dat het om gezonde bedrijven ging. Hoewel de federale overheid geen stemrecht aan zijn deelnemingen zou ontlenen, waren er wel voorwaarden aan verbonden; zo werd de uitkering van dividend beperkt en werd het beloningssysteem van topmensen aan banden gelegd. Het door de regering bedongen dividend was 5% voor de eerste vijf jaar, 9% hierna.
De aankoop van slechte leningen werd hierdoor beperkt tot $100 miljard (voor de overige $350 miljard was een nieuw besluit van het Congres nodig). Hiernaast maakte de Amerikaanse overheid bekend via de FDIC (Federal Deposit Insurance Corporation) garant te staan voor leningen aan kleinere ondernemers tot $500 miljard en voor nieuw uit te geven leningen (senior debt) tot een totaal bedrag van anderhalf biljoen dollar. Het totaal bedrag dat met de reddingsoperaties gemoeid is kan daardoor oplopen tot 2,25 biljoen dollar.
Hoe de Verenigde Staten dat enorme plan denkt te financieren? Hiervoor wordt door commentatoren verwezen naar een uitlating van Fed-president Ben Bernanke uit 2002:
"Like gold, U.S. dollars have value only to the extent that they are strictly limited in supply. But the U.S. government has a technology, called a printing press (...), that allows it to produce as many U.S. dollars as it wishes at essentially no cost".
Met andere woorden: druk dollars bij en neem de inflatie op de koop toe; dat vermindert immers ook de schulden.
Op 12 november 2008 berichtte de heer Paulson voornemens te zijn om de tweede tranche van $ 350 miljard niet te besteden aan het opkopen van hypotheken doch te gebruiken voor het verbeteren van de beschikbaarheid van consumentenleningen, autoleningen en studieleningen. Het oorspronkelijke plan werd daarmee geheel verlaten. Er werd echter ook de mogelijkheid opengelaten de besteding van dit tweede deel door te schuiven naar de nieuwe regering van president Obama. In een verklaring voor een financiële commissie van het Huis van Afgevaardigden op 18 november stelde Paulson dat TARP (het Troubled Asset Relief Program) steeds bedoeld is geweest om het financiële systeem te stabiliseren, niet als economisch herstelprogramma. Hij wees dringende oproepen van met name Democratische afgevaardigden af om een deel van het geld te gebruiken voor verzachting van de problemen op de hypotheekmarkt. Tijdens de transition (het 'vacuüm' tussen de uittredende en de nieuwe regering) werden echter in het kader van de TARP weinig uitgaven meer gedaan.

### Nieuwe kredietfaciliteiten
Op 25 november 2008 kondigde de Federal Reserve in twee afzonderlijke persberichten een aantal nieuwe maatregelen aan:
- een programma van het opkopen van leningen van de inmiddels genationaliseerde hypotheekbanken Freddie Mac en Fannie Mae alsmede enkele kleinere government sponsored enterprises waaronder Ginnie Mae tot een totaal van $600 miljard, waarvan $100 miljard aan directe schulden en $500 miljard aan hypotheekgedekte effecten (MBS). Het programma was bedoeld om de vastgelopen hypotheekmarkt vlot te trekken door het verlagen van de kosten.
- een kredietprogramma van $200 miljard, Term Asset-Backed Securities Loan Facility of TALF, ter ondersteuning van de markt voor consumentenkredieten (auto- en studentenleningen en creditcards) en leningen aan kleine bedrijven, uit te voeren door de New York Federal Reserve. Hierbij inbegrepen is een bijdrage van $20 miljard van het ministerie van Financiën, afkomstig uit het TARP (het reddingsplan van $700 miljard). Hiermee hoopt de Fed de volledig tot stilstand gekomen markt voor consumentenkredieten weer op gang te helpen.[20]

De totale waarde van de nieuwe faciliteiten was $800 miljard.

## Besteding van het tweede gedeelte van $ 350 miljard

### Auto-industrie
Na de financiële sector raakte ook de Amerikaanse auto-industrie in het laatste kwartaal van 2008 in grote problemen. Deels was dit te wijten aan specifieke problemen op de Amerikaanse automarkt; de productie van de drie grote autoproducenten General Motors, Chrysler en Ford was nog grotendeels gericht op grote, energieslurpende auto's, terwijl ook voorzieningen voor het personeel een enorm beslag legden op de liquide middelen. Onder druk van de economische teruggang stortten verder de autoverkopen wereldwijd in, waar ook Toyota en Europese automerken veel last van hadden. Met name General Motors en Chrysler luidden de noodklok in het zicht van een dreigend faillissement. Een beroep op het Amerikaans Congres voor een noodkrediet van $ 14 miljard strandde echter begin december 2008 in de Senaat. Hierop greep president Bush persoonlijk in, door een deel van het Troubled Asset Relief Program te bestemmen voor een noodkrediet; $ 9,4 miljard ging naar General Motors en $4 miljard naar (het onder priva beheer staande) Chrysler. Dit krediet werd verstrekt onder voorwaarden vergelijkbaar met die aan de banken, met de extra voorwaarde dat de autoproducenten met een levensvatbaar saneringsplan zouden komen voor 31 maart 2009. Additioneel werd aan General Motors nog een krediet beloofd van $4 miljard per 1 februari 2009. Hiervoor zou echter de tweede tranche van $350 miljard van het TARP moeten worden aangebroken, en dus toestemming van het Congres nodig zijn.

### De resterende $350 miljard

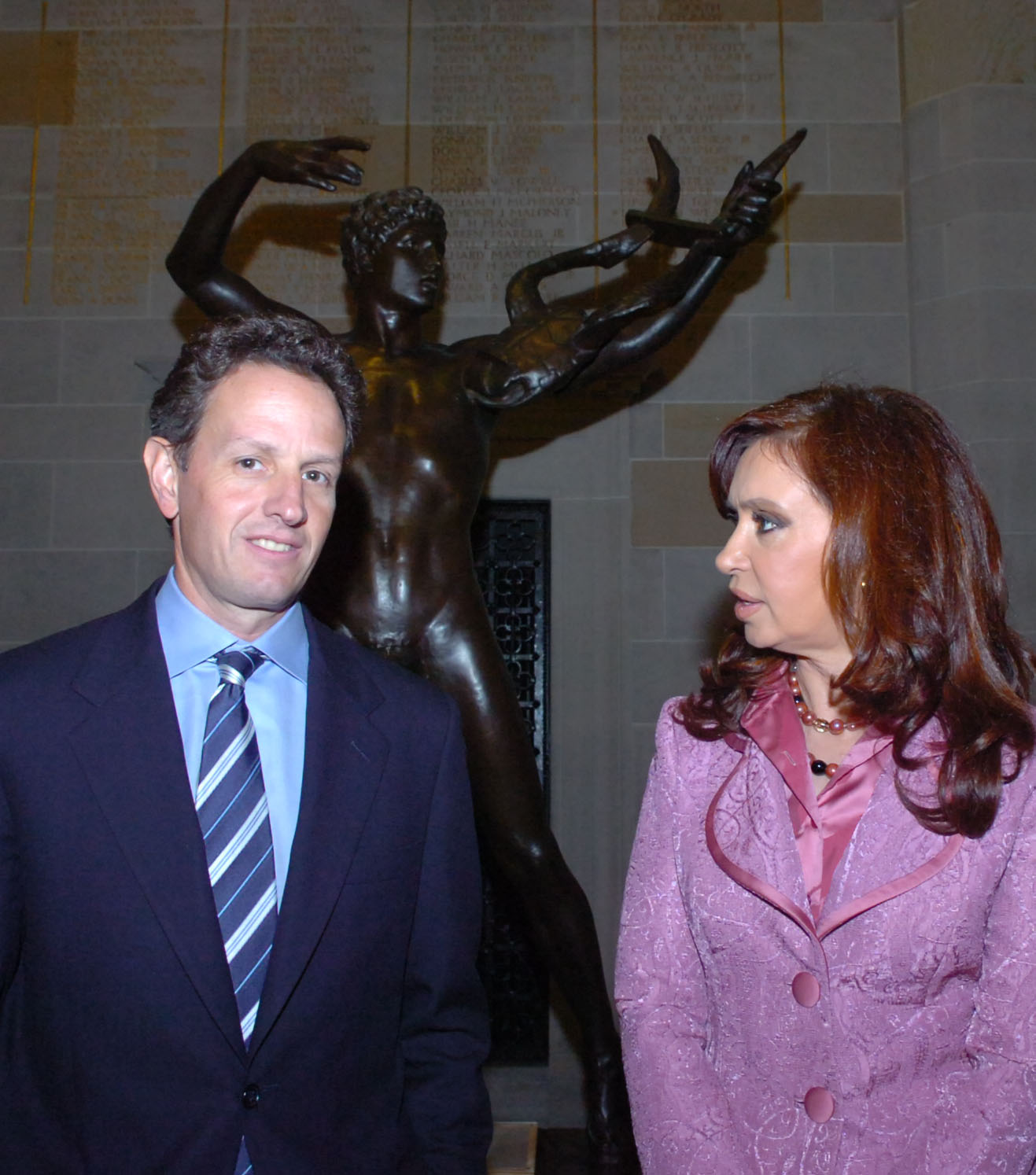
De nieuwe Amerikaanse minister van Financiën Timothy Geithner in gezelschap van de Argentijnse president Cristina Fernández de Kirchner, september 2007

Eind december 2008 bleken het Amerikaanse Congres en de Amerikaanse regering nog diepgaand van mening te verschillen over de besteding van de tweede helft van het programma, nadat de eerste $ 350 miljard gebruikt was voor geheel andere zaken dan het opkopen van illiquide hypotheken. Het Congres wenste dit bedrag te gebruiken voor het voorkomen van (nog meer) foreclosures; de regering wenste het te gebruiken voor het stabiliseren van de financiële markten.
Op verzoek van de nieuwe president Obama diende uittredend president Bush op 12 januari een rapport in bij het Congres ter vrijgave van de resterende $350 miljard. De Senaat keurde het plan goed op 15 januari, waarmee de regering-Obama de beschikking kreeg over het geld. Obama verklaarde in eerste instantie "munitie" te willen hebben voor noodgevallen; voorts wenste hij de transparantie en het toezicht op uitgave van het geld te verscherpen. De nieuwe Secretary of the Treasury Timothy Geithner zal dit programma moeten uitvoeren.

### Geheimzinnigheid en dilemma's
Ondertussen bestaat er ernstige bezorgdheid over het gebrek aan transparantie rond de verschillende programma's van de Fed en de Treasury-bailouts. Er worden vele miljarden dollars belastinggeld uitgegeven, terwijl bijvoorbeeld de Fed niet wil zeggen waar het geld precies naartoe gaat. Bloomberg vroeg in november 2008 om informatie over elf programma's van de Fed, dit met een beroep op de Freedom of Information Act. In december liet de Fed weten niet op het verzoek in te zullen gaan, onder meer met het argument dat dat grote en negatieve gevolgen voor de economie zou hebben. Ook het Amerikaanse Congres zou meer openheid willen, maar het heeft tot nu toe niet erg aangedrongen.
In reactie hierop heeft de regering-Obama na haar aantreden beloofd de transparantie en controleerbaarheid sterk te vergroten. Intussen is echter ook duidelijker geworden wat de problemen waren van het Troubled Asset Relief Program in de eerste fase. De waardebepaling van al die giftige leningen leverde namelijk enorme problemen op. Om te weten wat de herverpakte en doorverkochte pakketten werkelijk waard waren, moest een prijs op de vrije markt worden bepaald. De handel in deze producten (MBS en CDO's) stortte echter volledig in; voor zover ze nog werden verkocht was het voor zulke lage prijzen dat ze geen ijkpunt konden vormen. Omdat het marktmechanisme niet werkte, was het aan de overheid om die prijzen te bepalen. Die stond voor een dilemma: wordt de prijs te laag vastgesteld, dan lijden de banken opnieuw enorme verliezen; is de prijs te hoog, dan bloeden de belastingbetalers. Onder Paulson kon dat probleem niet worden opgelost, temeer daar de regering-Bush onder immense druk stond om onmiddellijk te handelen. Paulson koos er dus voor om bankaandelen te kopen in plaats van giftige leningen. Al met al bleven deze activa de balansen van de banken vervuilen. Er gingen dan ook stemmen op om af te zien van de voorwaarde deze op basis van marktwaarde in de boeken op te nemen.

## Overgang naar de regering-Obama
Gedurende de eerste weken van Obama's presidentschap kondigde de regering direct een aantal nieuwe, samenhangende reddingsplannen voor de economie aan. Dit nadat was komen vast te staan dat de V.S. in een scherpe recessie waren beland; het groeicijfer over het vierde kwartaal van 2008 werd eind februari zelfs herzien tot −6,2% op jaarbasis. Ook voor Japan en de eurozone waren de cijfers alarmerend. De nieuwe plannen, waarbij de Fed, de Treasury en het Witte Huis betrokken waren, werden gepresenteerd als een samenhangende impuls voor de economie als geheel, niet meer alleen voor de bankensector. Daar deze plannen in hun totaliteit het bestek van dit artikel te boven gaan, wordt hier alleen een kort overzicht gegeven. Voor meer details wordt verwezen naar Kredietcrisis.
- De TALF (Term Asset-Backed Securities Loan Facility) van de Fed, die in november 2008 was opgestart,[27] wordt sterk uitgebreid tot een waarde van $1000 miljard, om ook de kredietverstrekking aan huishoudens en kleine bedrijven weer op gang te krijgen (Consumer and Business Lending Initiative).
- Minister van Financiën Geithner ontvouwde op 10 februari zijn Financieel Stabiliteitsplan (Financial Stability Plan)[28] dat berust op een aantal onderdelen:
  - Het doorlichten en waar nodig verder ondersteunen van financiële instellingen met een zogenaamde stresstest. Banken met een te zwakke balanspositie krijgen verdere, tijdelijke ondersteuning van de overheid (het Capital Assistance Program, gefinancierd uit TARP-gelden).
  - Instelling van een publiek-privaat investeringsfonds (Public-Private Investment Program) van in eerste instantie $500 miljard, waarin de Treasury, de Fed, de FDIC en private partijen samenwerken om banken van hun slechte leningen te verlossen. Doel van het fonds is de markt te helpen met de waardebepaling van troubled assets en zodoende de kredietverlening weer op gang te krijgen. Details over dit plan werden bekendgemaakt op 23 maart.[29]
  - Een programma, het Homeowner Affordability and Stability Plan voor de huizenmarkt, gericht op herfinanciering van (te hoge) hypotheken, ondersteuning van huiseigenaren die hun baan dreigen te verliezen en waardebehoud door het voorkomen van verdere gedwongen verkopen. Het programma zou 7 tot 9 miljoen huisgezinnen dienen te bereiken en is in feite een uitbouw van de TARP, waaruit een substantieel deel van het in totaal $750 miljard belopende programma wordt bekostigd.[30]
- De American Recovery and Reinvestment Act of 2009 (ARRA), kortweg Stimulus Bill van president Obama, goedgekeurd door het Congres en ondertekend op 16 februari, een veelomvattend pakket van overheidsinvesteringen dat bedoeld is om 3 tot 4 miljoen banen te behouden of te creëren en een verdere diepe terugval van de economie tot stilstand te brengen.

Tezamen met de maatregelen die in het laatste jaar van de regering-Bush al waren genomen, zie de Steunmaatregelen in het kader van de Kredietcrisis, gaat de totale inspanning van de Amerikaanse regering die van de regering-Roosevelt tijdens de Grote Depressie inmiddels verre te boven. De vraag is alleen of het voldoende zal zijn om deze economische neergang te weerstaan.

### Terugbetaling
Een heel andere vraag is hoe het geld van de belastingbetaler weer bij Financiën terug kan komen. Zoveel is wel duidelijk, dat de negen grote banken die begin oktober 2008 bij Henry Paulson op het matje werden geroepen, onder zeer zware druk werden gezet om de leningen te accepteren; allemaal, om geen speculaties op te roepen wie de zwakke broeders waren. De voorwaarden waren echter van dien aard dat ze de ontstane "bankcultuur" onder druk zetten. Bonussen werden zwaar ingeperkt, dividenden gekort en excessieve uitgaven kwamen onder een vergrootglas. Voldoende reden voor banken die er beter voorstonden om hun leningen zo snel mogelijk te willen terugbetalen. Paulson stond dat echter niet toe, voordat de bankcrisis in haar geheel was opgelost.
Onder de nieuwe regering kwam er iets meer ruimte. Geithner was niet langer tegen "vroegtijdige" aflossing, op voorwaarde dat de banken de in februari opgelegde "stresstest" - een test of banken ook verder verslechterende economische omstandigheden konden opvangen - konden doorstaan. Een poging van het Congres, om bonussen voortaan met 90% te belasten, werd door president Obama ontmoedigd. Fed-president Bernanke deed zijn duit in het zakje, door te stellen dat het een teken van herstel was als banken weer geld uit de markt konden ophalen. De eerste grote bank die hierop reageerde was Goldman Sachs met de aankondiging van een emissie van $5 miljard half april, vooral bedoeld om de $10 miljard staatssteun te kunnen aflossen. De Wall Street Journal wist voorts te melden, dat de beloning van de top-4 van de bank in 2008 met 97% was gedaald; over de hele linie daalden de bonussen met 70%. Ook JP Morgan kondigde in april 2009 aan de ontvangen gelden (daar $ 25 miljard) zo snel mogelijk te willen terugbetalen.
Op 9 juni 2009 kreeg een tiental banken toestemming om $ 68 miljard aan ontvangen TARP-fondsen terug te betalen (in de vorm van het inkopen van de eerder bij de overheid geplaatste preferred shares). Begin december 2009 kondigde Bank of America aan alle $ 45 miljard staatssteun te willen terugbetalen, onder meer omdat de daaraan verbonden restricties aan salaris en bonussen van topfunctionarissen als een belemmering werd ervaren bij het vinden van een opvolger voor vertrekkend CEO Lewis.

### Kritiek
In zijn rapport d.d. 16 november 2009 uitte Neil Barofsky, inspector-general van het TARP-programma, kritiek op de zijn inziens onjuist gevoerde onderhandelingen met schuldeisers van AIG. Normaliter zouden schuldeisers genoegen hebben genomen met een aanmerkelijke korting op hun vorderingen, gegeven de financiële positie van AIG. Nu kreeg men zijn vorderingen geheel uitbetaald, waartoe AIG aanmerkelijke steun van de Amerikaanse overheid verkreeg. In zijn rapport over het derde kwartaal van 2010 uitte Barofsky in sterke bewoordingen kritiek op de totale uitvoering van het TARP-programma: de doelstellingen werden niet verwezenlijkt, de voordelen kwamen vooral op Wall Street terecht, de rapportages (door de Treasury) waren misleidend.